# Carte fax

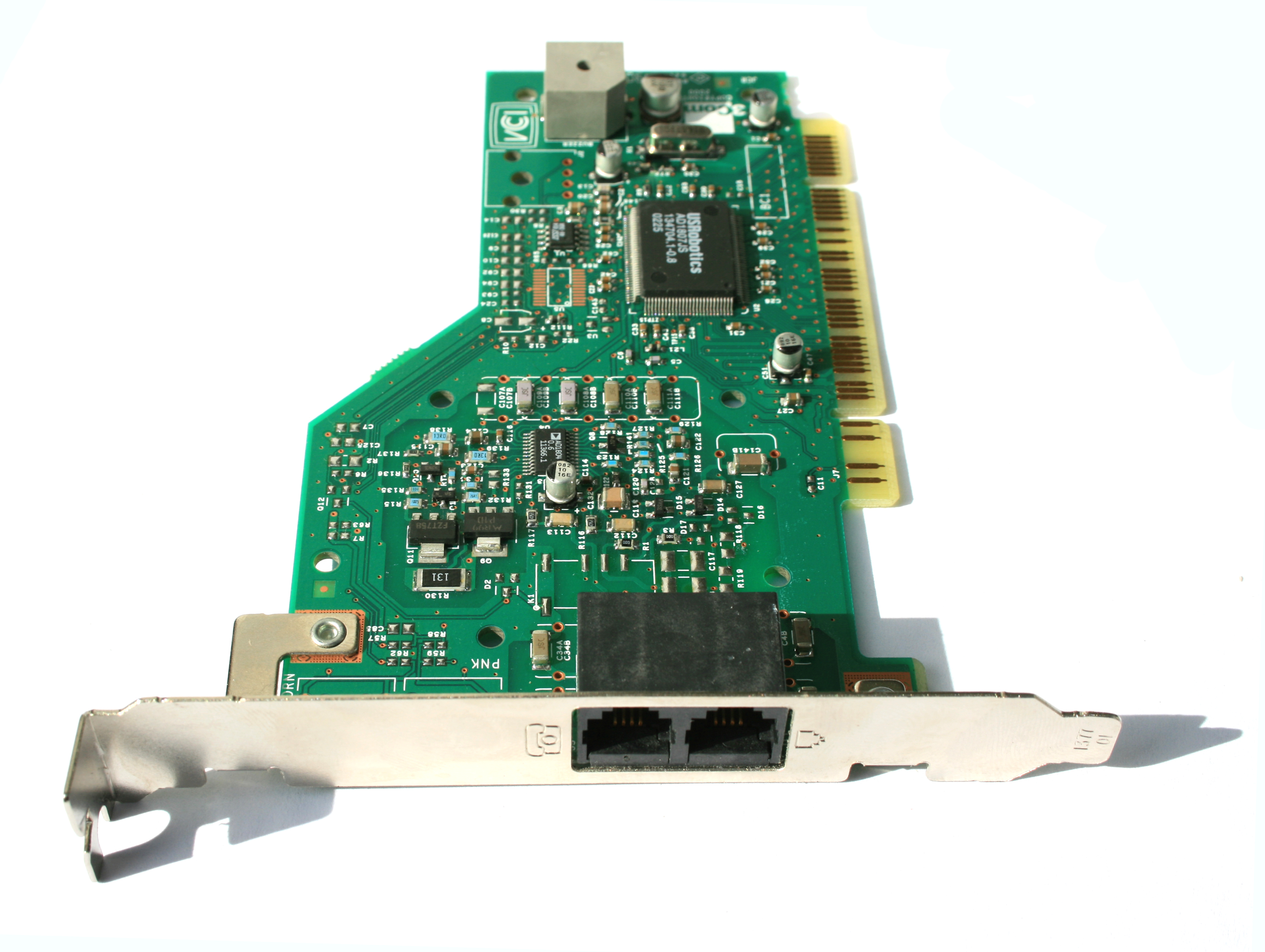
Une carte modem fax V.92

Une carte fax ou modem fax permet à un ordinateur de transmettre et de recevoir des documents télécopiés depuis une ligne fax. Un modem fax est un type de modem de données, il est à l'origine conçu pour transmettre et recevoir uniquement des documents vers et à partir d'un télécopieur ou d'une autre carte fax. Certains modems fax peuvent cumuler leurs fonctions avec celui d'un modem de données. Comme avec d'autres types de modem, les modems fax peuvent être internes ou externes. Les modems fax internes sont souvent appelés cartes fax.